# آلن اشمن
آلن اشمن (انگلیسی: Alan Ashman; ۳۰ مهٔ ۱۹۲۸ – ۳۰ نوامبر ۲۰۰۲) بازیکن فوتبال اهل بریتانیا بود.
از باشگاه‌هایی که در آن بازی کرده‌است می‌توان به باشگاه فوتبال شفیلد یونایتد، باشگاه فوتبال ناتینگهام فارست، و باشگاه فوتبال کارلایل یونایتد اشاره کرد.